# 1949 Ford
Ford 1949 модельного року — лінійка моделей автомобілів американської компанії Ford, які замінили моделі ще 1941 року і виготовлялись на одній платформі протягом 1949–1951 рр., зазнаючи незначних змін щороку, доки не були замінені на автомобілі Ford 1952 модельного року.

## Історія

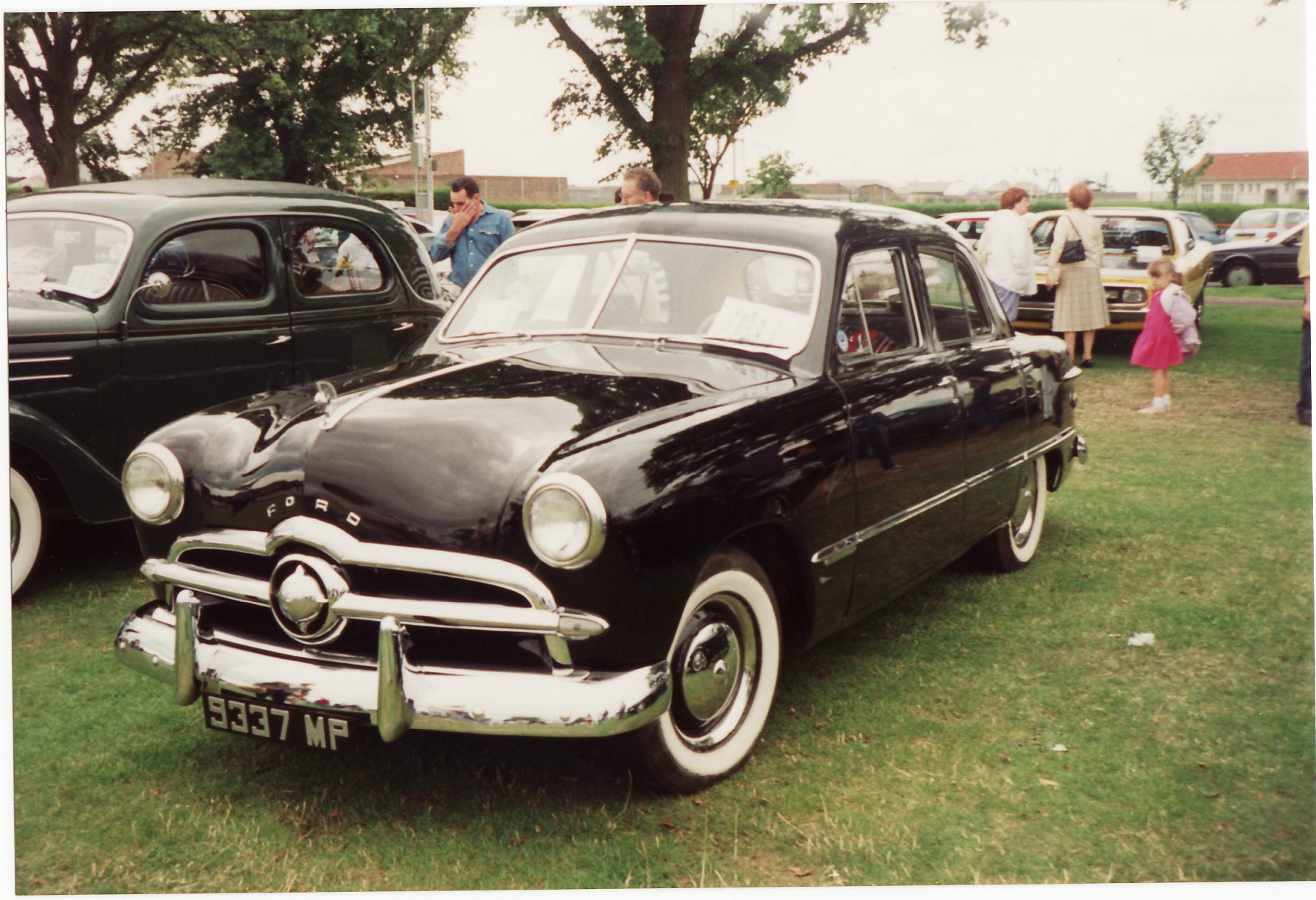
4-дв. седан 1949 року

В кінці 1948 календарного року (1949 модельному році) на зміну застарілій довоєнній моделі Ford прийшов повністю новий автомобіль. За виключенням двигуна, він не мав нічого спільного з попередньою моделлю.
Враховуючи звичку американського споживача до щорічного оновлення модельного ряду, яка ще в кінці тридцятих стала неписаним законом автобудування Північної Америки, модель, яка випускалась з 1941 року, вважалась повним анахронізмом. Продовжувати її випуск було ризиковано. Новий керівник компанії — Генрі Форд II, який прийшов на зміну своєму діду в 1945 році, і його менеджери приклали всі зусилля, щоб не лише виправити положення, але й не допустити повторення цієї ситуації в подальшому.

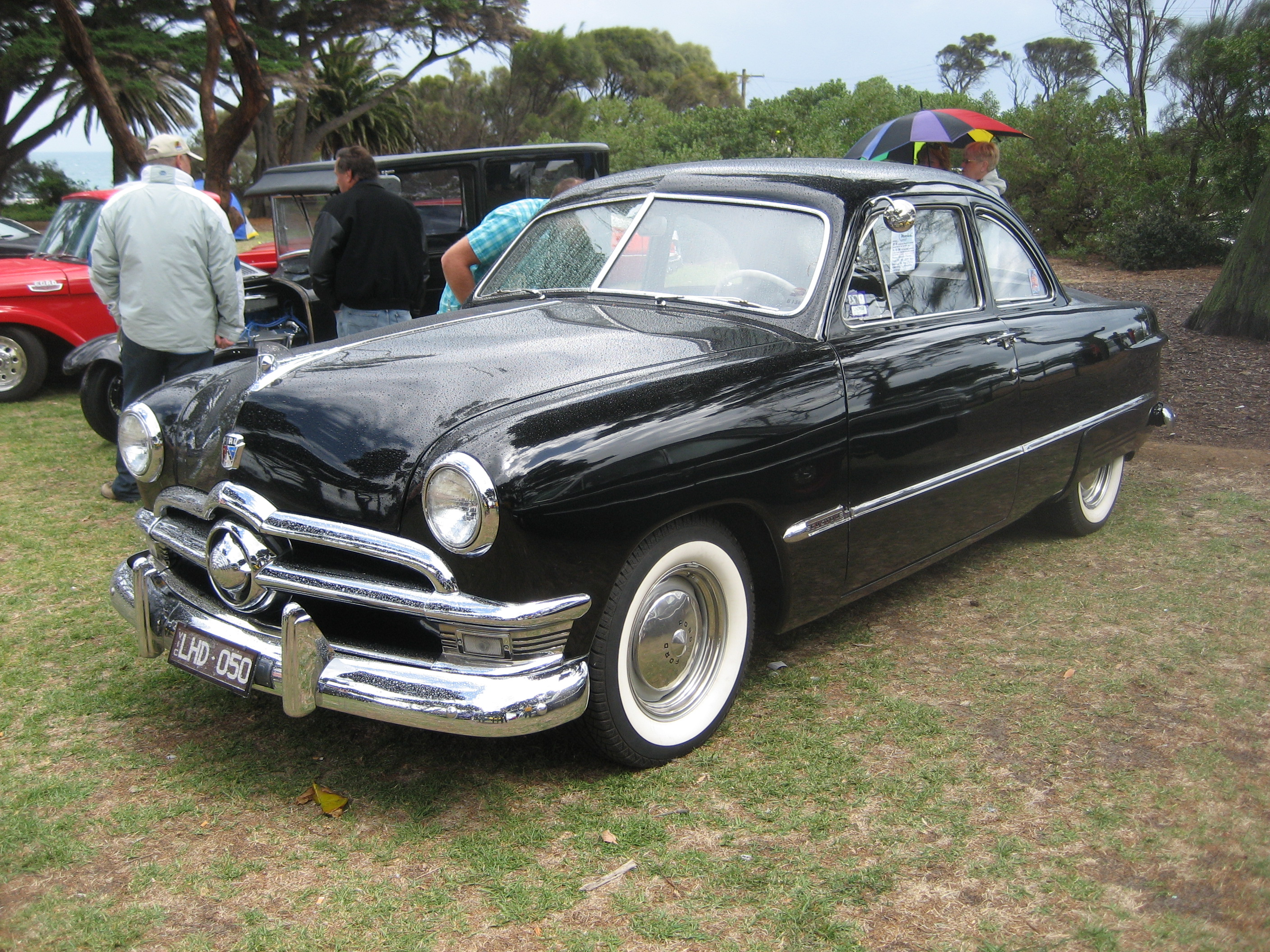
2-дв. купе 1950 року

Весною 1949 року, Ford почав випуск моделі з революційним виглядом. ’49 Ford виглядав в ті часи незвично, можливо, навіть по-авангардному. На відміну від більшості решти машин, які використовували в тій чи іншій степені «понтонний» дизайн (як «Побєда» й «ЗіМ»), він мав кузов з гладкими бортами, без всяких штамповок. Поясна лінія була об’єднана з лінією понтону, лінія капоту була знижена, площа засклення — значно збільшена.
Така форма кузова стала нормою для більшості американських виробників протягом першої половини 1950-х років, а як максимум — до 1955 модельного року; до того часу багато виробників (наприклад, Buick, Cadillac, DeSoto) віддавали перевагу дещо видозміненій «понтонній» схемі.
Конструкція машини була в ті часи повністю сучасною, а для «Фордів» — просто революційною. Вперше «Форд» мав передню незалежну підвіску на витих пружинах (задня як і раніше була ресорною), сучасну конструкцію карданного валу (до цього використовувалась так звана torque tube, — конструкція, яка відходила до часів моделі Т), суцільнометалевий кузов сучасної конструкції, гіпоїдну головну передачу, 16- чи 15-дюймові колеса.

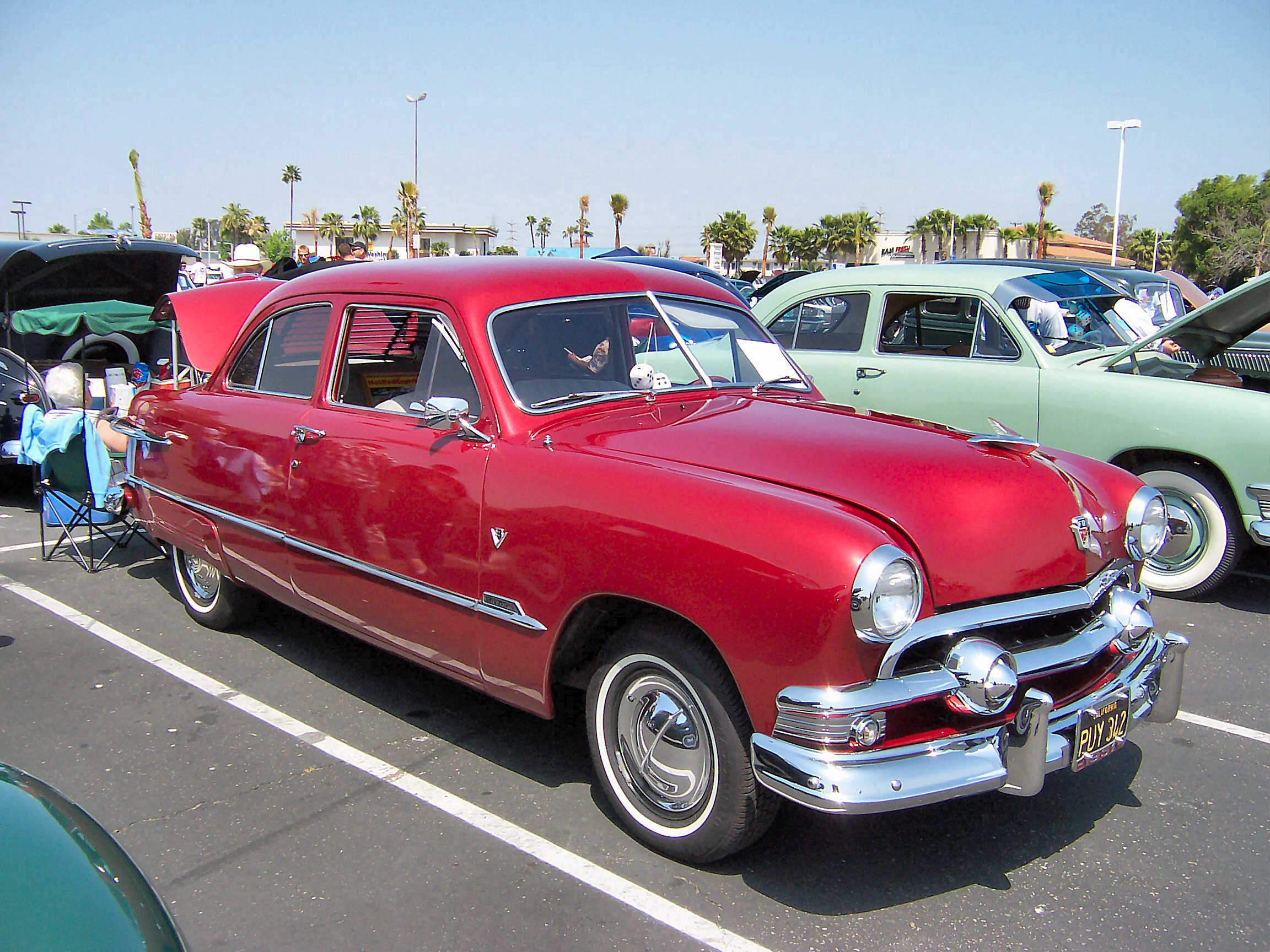
2-дв. седан 1951 року

Двигун був максимально зміщений вперед, щоб вивільнити простір для пасажирів. Автомобіль оснащався або 6-циліндровим нижньоклапанним 3,7 л (226 куб. дюймів) двигуном, який розвивав 60 к. с., або V-подібною «вісімкою» об’ємом 3,9 л. (239 куб. дюймів) і потужністю 90 чи 100 к. с.

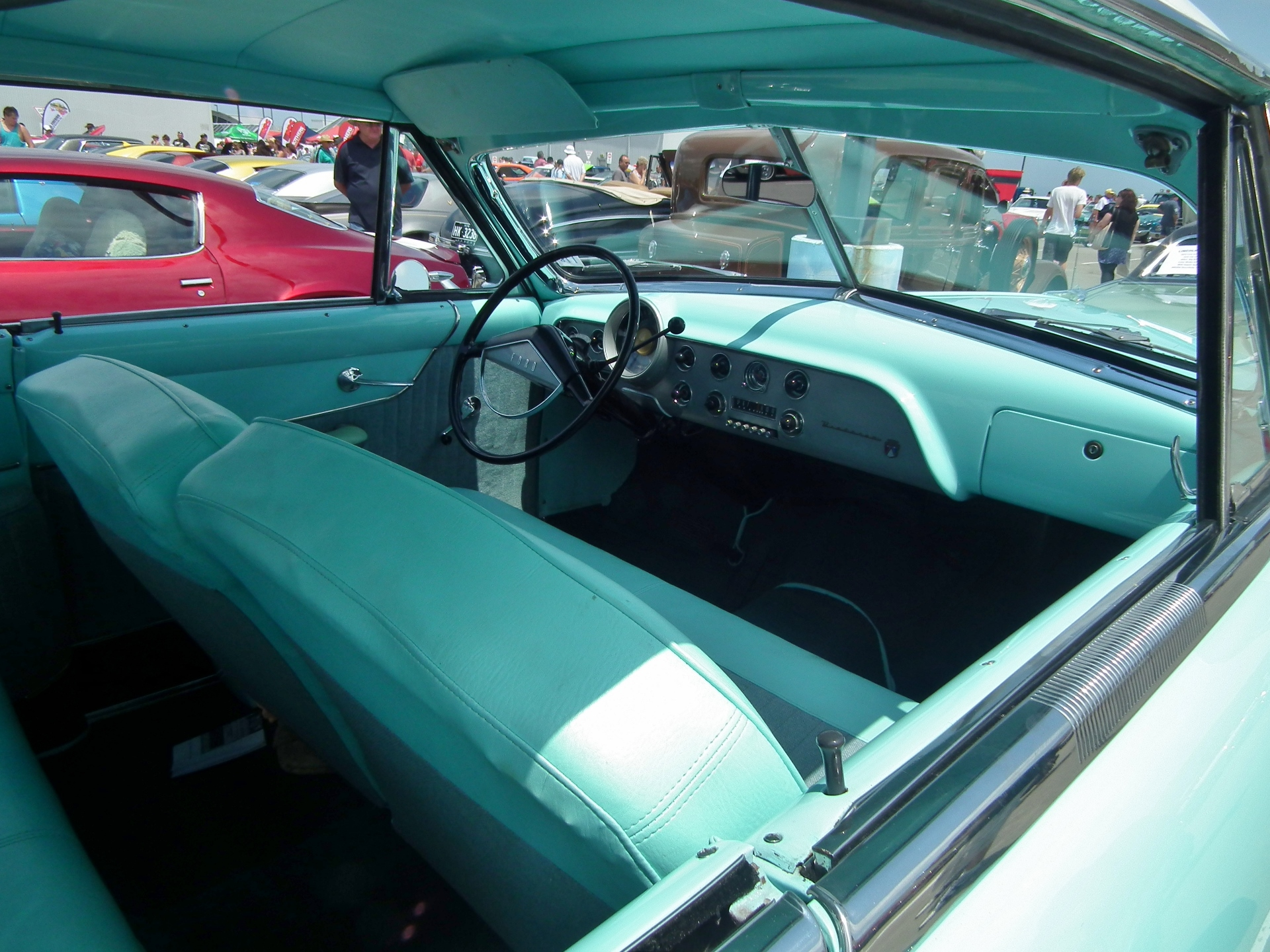
Салон 2-дв. хардтопа Victoria 1951 року

Автомобіль комплектувався 3-ступеневою механічною КПП, а за окрему плату — модним тоді овердрайвом, який включався автоматично, тобто підвищеною четвертою передачею, яка сама підключалась під час руху на третій зі швидкістю більше 27 миль/год., і відключалась під час зниження швидкості до 21 милі/год.
Машина випускалась в двох комплектаціях (trim line) — Standard і Custom, які відрізнялись оздобленням салону й хромованим декором. В лінію Standard входили моделі: 4-дверний Fordor Sedan, 2-дверний Tudor Sedan, два купе — Club Coupe і Business Coupe; лінія Custom включала в себе ті ж типи кузовів, крім Business Coupe, заміненого відкритим автомобілем — Convertible Club Coupe. Також до лінії Custom відносився універсал («woodie wagon») з дерев’яною панеллю. Причому, універсал був найдорожчим різновидом машини.

## 1949
Обладнання «Форда» 1949 року на той час було досить розкішним — в стандарті встановлювалась антена з електроприводом в правому крилі, годинник на панелі приладів, коробка передач з важелем переключення на колонці керма; важіль ручного гальма знаходився під панеллю приладів, зліва від колонки керма. За окремі гроші були доступні будь-які зі встановлюваних на машину коліс у версії з білими боками (вайтволли).
Модель 1949 року була комерційно дуже успішною. Ford повернув собі раніше втрачене друге місце за об’ємами продажів серед американських виробників (яке до цього займала корпорація Chrysler з маркою Plymouth).

## 1950
В 1950 році з’явилась нова комплектація — Crestliner Sports Sedan — 2-дверний седан з двоколірним забарвленням, призваний конкурувати с 2-дверними хардтопами Chevrolet. З’явився новий 2-дверний універсал з дерев’яним оздобленням — Country Squire.
Решту моделей перейменували — Standard на Deluxe, а Custom — Custom Deluxe. Зміни в конструкції в цілому обмежились легким рестайлингом облицювання радіатора.

## 1951
В 1951 році машина отримала нову решітку радіатора, більш масивний бампер і опційну 3-ступеневу (дві вперед, одна назад) автоматичну трансмісію Ford-O-Matic. З’явилась нова модель — 2-дверний хардтоп-седан Victoria без стійок, яка дозволила обійти головного конкурента — Chevrolet — за продажами на 10 %.